# Kuncio Kuncev
Kuncio Kuncev (în bulgară Кунчо Кунчев; n. 27 iunie 1983) este un jucător de fotbal bulgar. În România a fost legitimat la FC Prefab 05 Modelu.
Kuncio Kuncev este mijlocaș și a jucat ultima dată la Spartak (Varna).